# Capital CF
Capital CF is een Braziliaanse voetbalclub uit Paranoá, in het Federaal District

## Geschiedenis
De club werd opgericht in 2005 en speelde tot 2021 in Guará. De club speelde in 2006 voor het eerst in de hoogste klasse van de staatscompetitie en daarna nog van 2012 tot 2014. Sinds 2019 is de club een vaste waarde in de hoogste klasse. 